# Omonadus jeanneli
Omonadus jeanneli es una especie de coleóptero de la familia Anthicidae.

## Distribución geográfica
Habita en Kenia.